# Liste der Bodendenkmäler in Reisbach
Auf dieser Seite sind die Bodendenkmäler in dem niederbayerischen Markt Reisbach zusammengestellt. Diese Tabelle ist eine Teilliste der Liste der Bodendenkmäler in Bayern. Grundlage ist die Bayerische Denkmalliste, die auf Basis des Bayerischen Denkmalschutzgesetzes vom 1. Oktober 1973 erstmals erstellt wurde und seither durch das Bayerische Landesamt für Denkmalpflege geführt wird. Die folgenden Angaben ersetzen nicht die rechtsverbindliche Auskunft der Denkmalschutzbehörde.

## Bodendenkmäler in Reisbach

### Bodendenkmäler in der Gemarkung Englmannsberg
| Lage                     | Objekt | Akten-Nr.     | Bild |
| ------------------------ | --- | ------------- | ---- |
| Englmannsberg (Standort) | Weitgehend verebneter Burgstall des Mittelalters. Siehe auch: Burgstall Untergries | D-2-7341-0131 |      |
| Englmannsberg (Standort) | Mittelalterlicher Burgstall Schloßberg. Siehe auch: Burgstall Schlossberg (Reisbach) | D-2-7341-0132 |      |
| Englmannsberg (Standort) | Turmhügel des Mittelalters. Siehe auch: Turmhügel Grünbach | D-2-7341-0133 |      |
| Englmannsberg (Standort) | Siedlung des Neolithikums. | D-2-7341-0134 |      |
| Englmannsberg (Standort) | Siedlung der Stichbandkeramik. | D-2-7341-0135 |      |
| Englmannsberg (Standort) | Siedlung vor- und frühgeschichtlicher Zeitstellung. | D-2-7341-0333 |      |
| Englmannsberg (Standort) | Grabhügel vorgeschichtlicher Zeitstellung. | D-2-7342-0048 |      |
| Englmannsberg (Standort) | Siedlung der Stichbandkeramik. | D-2-7342-0049 |      |
| Englmannsberg (Standort) | Verebnete Grabhügel vorgeschichtlicher Zeitstellung. | D-2-7342-0394 |      |
| Englmannsberg (Standort) | Siedlung der Altheimer Gruppe. | D-2-7441-0040 |      |
| Englmannsberg (Standort) | Bestattungsplatz der späten Hallstattzeit. | D-2-7441-0041 |      |
| Englmannsberg (Standort) | Siedlung vor- und frühgeschichtlicher Zeitstellung. | D-2-7441-0048 |      |
| Englmannsberg (Standort) | Siedlung der Hallstattzeit und der frühen Latènezeit. | D-2-7441-0049 |      |
| Englmannsberg (Standort) | Grabhügel vorgeschichtlicher Zeitstellung. | D-2-7441-0050 |      |
| Englmannsberg (Standort) | Siedlung vor- und frühgeschichtlicher Zeitstellung. | D-2-7441-0051 |      |
| Englmannsberg (Standort) | Siedlung vor- und frühgeschichtlicher Zeitstellung. | D-2-7441-0052 |      |
| Englmannsberg (Standort) | Siedlung vor- und frühgeschichtlicher Zeitstellung. | D-2-7441-0053 |      |
| Englmannsberg (Standort) | Siedlung vor- und frühgeschichtlicher Zeitstellung. | D-2-7441-0054 |      |
| Englmannsberg (Standort) | Siedlung der Münchshöfener Gruppe und der Latènezeit. | D-2-7441-0055 |      |
| Englmannsberg (Standort) | Siedlung der Stichbandkeramik, der Gruppe Oberlauterbach, der Münchshöfener und Altheimer Gruppe, der Bronzezeit und Latènezeit. | D-2-7441-0067 |      |
| Englmannsberg (Standort) | Siedlung vor- und frühgeschichtlicher Zeitstellung. | D-2-7441-0103 |      |
| Englmannsberg (Standort) | Untertägige Befunde des Mittelalters und der frühen Neuzeit im Bereich der Katholischen Pfarrkirche St. Willibald mit zugehörigem, ummauerten Friedhof in Englmannsberg, darunter die Spuren von Vorgängerbauten bzw. älteren Bauphasen. Siehe auch: St. Willibald (Englmannsberg) | D-2-7441-0130 |      |
| Englmannsberg (Standort) | Untertägige Befunde des Mittelalters und der frühen Neuzeit im Bereich der Katholischen Kirche St. Margareta in Altersberg, darunter die Spuren von Vorgängerbauten bzw. älteren Bauphasen. Siehe auch: St. Margareta (Altersberg)                                                 | D-2-7441-0223 |      |
| Englmannsberg (Standort) | Untertägige Befunde des Mittelalters und der frühen Neuzeit im Bereich der Katholischen Kirche St. Georg in Loitersdorf, darunter die Spuren von Vorgängerbauten bzw. älteren Bauphasen. Siehe auch: St. Georg (Loitersdorf)                                                       | D-2-7441-0225 |      |
| Englmannsberg (Standort) | Verebnete vorgeschichtliche Grabhügel bzw. Siedlung vor- und frühgeschichtlicher Zeitstellung. | D-2-7442-0007 |      |

### Bodendenkmäler in der Gemarkung Gottfrieding
| Lage                    | Objekt                                     | Akten-Nr.     | Bild |
| ----------------------- | ------------------------------------------ | ------------- | ---- |
| Gottfrieding (Standort) | Grabhügel vorgeschichtlicher Zeitstellung. | D-2-7341-0047 |      |

### Bodendenkmäler in der Gemarkung Griesbach
| Lage                 | Objekt | Akten-Nr.     | Bild |
| -------------------- | --- | ------------- | ---- |
| Griesbach (Standort) | Mittelalterlicher Turmhügel Das Pürgel. Siehe auch: Turmhügel Das Pürgel | D-2-7341-0049 |      |
| Griesbach (Standort) | Grabhügel vorgeschichtlicher Zeitstellung. | D-2-7341-0084 |      |
| Griesbach (Standort) | Siedlung vorgeschichtlicher Zeitstellung, unter anderem der mittleren Bronzezeit. | D-2-7341-0334 |      |
| Griesbach (Standort) | Verebnetes viereckiges Grabenwerk und Siedlung vor- und frühgeschichtlicher Zeitstellung. | D-2-7341-0335 |      |
| Griesbach (Standort) | Verebneter Grabhügel vorgeschichtlicher Zeitstellung. | D-2-7341-0336 |      |
| Griesbach (Standort) | Siedlung vor- und frühgeschichtlicher Zeitstellung. | D-2-7341-0338 |      |
| Griesbach (Standort) | Verebnete vorgeschichtliche Grabhügel und Siedlung vor- und frühgeschichtlicher Zeitstellung. | D-2-7341-0339 |      |
| Griesbach (Standort) | Untertägige Befunde des Mittelalters und der frühen Neuzeit im Bereich der Katholischen Pfarrkirche St. Georg mit zugehörigem, ummauerten Friedhof und abgebrochener Karnerkapelle in Griesbach, darunter die Spuren von Vorgängerbauten bzw. älteren Bauphasen. Siehe auch: St. Georg (Griesbach) | D-2-7341-0345 |      |
| Griesbach (Standort) | Untertägige Befunde des Mittelalters und der frühen Neuzeit im Bereich der Katholischen Kirche St. Wolfgang mit zugehörigem, ummauerten Friedhof in Untergünzkofen, darunter die Spuren von Vorgängerbauten bzw. älteren Bauphasen. Siehe auch: St. Wolfgang (Günzkofen)                           | D-2-7341-0411 |      |
| Griesbach (Standort) | Siedlung vor- und frühgeschichtlicher Zeitstellung. | D-2-7341-0426 |      |
| Griesbach (Standort) | Verebneter Grabhügel vorgeschichtlicher Zeitstellung. | D-2-7441-0027 |      |
| Griesbach (Standort) | Grabhügel vorgeschichtlicher Zeitstellung. | D-2-7441-0028 |      |
| Griesbach (Standort) | Grabhügel vorgeschichtlicher Zeitstellung. | D-2-7441-0029 |      |

### Bodendenkmäler in der Gemarkung Haberskirchen
| Lage                     | Objekt | Akten-Nr.     | Bild |
| ------------------------ | --- | ------------- | ---- |
| Haberskirchen (Standort) | Siedlung vor- und frühgeschichtlicher Zeitstellung. | D-2-7441-0105 |      |
| Haberskirchen (Standort) | Siedlung vor- und frühgeschichtlicher Zeitstellung. | D-2-7441-0106 |      |
| Haberskirchen (Standort) | Verebnete vorgeschichtliche Grabhügel mit Kreisgräben. Körpergräber und Siedlung vor- und frühgeschichtlicher Zeitstellung. | D-2-7441-0107 |      |
| Haberskirchen (Standort) | Untertägige Befunde des Mittelalters und der frühen Neuzeit im Bereich der Katholischen Pfarrkirche St. Georg mit zugehörigem, ummauerten, z. T. aufgelassenen Friedhof in Failnbach, darunter die Spuren von Vorgängerbauten bzw. älteren Bauphasen. Siehe auch: St. Georg (Failnbach)      | D-2-7441-0131 |      |
| Haberskirchen (Standort) | Untertägige Befunde des Mittelalters und der frühen Neuzeit im Bereich der Katholischen Pfarrkirche St. Margareta mit zugehörigem, ehemalige ummauerten Friedhof in Haberskirchen, darunter die Spuren von Vorgängerbauten bzw. älteren Bauphasen. Siehe auch: St. Margareta (Haberskirchen) | D-2-7441-0132 |      |
| Haberskirchen (Standort) | Untertägige Befunde des Mittelalters und der frühen Neuzeit im Bereich der Katholischen Kirche St. Martin in Geigenkofen, darunter die Spuren von Vorgängerbauten bzw. älteren Bauphasen. Siehe auch: St. Martin (Geigenkofen)                                                               | D-2-7441-0202 |      |
| Haberskirchen (Standort) | Siedlung vor- und frühgeschichtlicher Zeitstellung. | D-2-7442-0041 |      |
| Haberskirchen (Standort) | Siedlung vor- und frühgeschichtlicher Zeitstellung. | D-2-7442-0042 |      |
| Haberskirchen (Standort) | Verebnete Viereckschanze der späten Latènezeit. | D-2-7541-0002 |      |
| Haberskirchen (Standort) | Siedlung vor- und frühgeschichtlicher Zeitstellung. | D-2-7541-0028 |      |
| Haberskirchen (Standort) | Siedlung der Linearbandkeramik. | D-2-7541-0109 |      |
| Haberskirchen (Standort) | Siedlung der Bronzezeit. | D-2-7541-0110 |      |

### Bodendenkmäler in der Gemarkung Niederhausen
| Lage                    | Objekt | Akten-Nr.     | Bild |
| ----------------------- | --- | ------------- | ---- |
| Niederhausen (Standort) | Siedlung der Linear- und Stichbandkeramik, der Gruppe Oberlauterbach, der Münchshöfener Gruppe, der Bronzezeit, Urnenfelder-, Hallstatt- und Latènezeit. Brandgräber der mittleren römischen Kaiserzeit.                                                                                          | D-2-7342-0051 |      |
| Niederhausen (Standort) | Siedlung der Stichbandkeramik, der Münchshöfener Gruppe, der Bronzezeit oder Urnenfelderzeit sowie der Hallstatt- und Latènezeit. | D-2-7342-0052 |      |
| Niederhausen (Standort) | Siedlung des Mittelneolithikums, unter anderem der Stichbandkeramik und der Gruppe Oberlauterbach sowie der Latènezeit. | D-2-7342-0053 |      |
| Niederhausen (Standort) | Siedlung der Münchshöfener und Altheimer Gruppe sowie der Bronzezeit. | D-2-7342-0059 |      |
| Niederhausen (Standort) | Siedlung vor- und frühgeschichtlicher Zeitstellung und verebneter vorgeschichtlicher Grabhügel. | D-2-7342-0395 |      |
| Niederhausen (Standort) | Verebnete vorgeschichtliche Grabhügel bzw. Siedlung vor- und frühgeschichtlicher Zeitstellung. | D-2-7342-0396 |      |
| Niederhausen (Standort) | Siedlung vor- und frühgeschichtlicher Zeitstellung. | D-2-7342-0397 |      |
| Niederhausen (Standort) | Siedlung vor- und frühgeschichtlicher Zeitstellung bzw. verebnete vorgeschichtliche Grabhügel. | D-2-7342-0398 |      |
| Niederhausen (Standort) | Untertägige Befunde des Mittelalters und der frühen Neuzeit im Bereich der Katholischen Kirche St. Nikolaus in Mienbach, darunter die Spuren von Vorgängerbauten bzw. älteren Bauphasen. Siehe auch: St. Nikolaus (Mienbach)                                                                      | D-2-7342-0441 |      |
| Niederhausen (Standort) | Siedlung der Stichbandkeramik, der Münchshöfener und Altheimer Gruppe, der Bronzezeit, Urnenfelder-, Hallstatt- und römischen Kaiserzeit. Verebnetes Grabenwerk vor- und frühgeschichtlicher Zeitstellung.                                                                                        | D-2-7442-0008 |      |
| Niederhausen (Standort) | Siedlung vorgeschichtlicher Zeitstellung. | D-2-7442-0009 |      |
| Niederhausen (Standort) | Siedlung vor- und frühgeschichtlicher Zeitstellung. | D-2-7442-0010 |      |
| Niederhausen (Standort) | Siedlung der Stichbandkeramik und der Münchshöfener Gruppe. | D-2-7442-0011 |      |
| Niederhausen (Standort) | Siedlung vor- und frühgeschichtlicher Zeitstellung. | D-2-7442-0012 |      |
| Niederhausen (Standort) | Siedlung vor- und frühgeschichtlicher Zeitstellung. | D-2-7442-0013 |      |
| Niederhausen (Standort) | Siedlung vor- und frühgeschichtlicher Zeitstellung. | D-2-7442-0014 |      |
| Niederhausen (Standort) | Grabhügel vorgeschichtlicher Zeitstellung. | D-2-7442-0015 |      |
| Niederhausen (Standort) | Siedlung vorgeschichtlicher Zeitstellung. | D-2-7442-0043 |      |
| Niederhausen (Standort) | Siedlung metallzeitlicher Zeitstellung, wohl der Latènezeit. | D-2-7442-0044 |      |
| Niederhausen (Standort) | Siedlung vorgeschichtlicher Zeitstellung. | D-2-7442-0045 |      |
| Niederhausen (Standort) | Siedlung der Altheimer Gruppe, der Bronzezeit, Urnenfelder- und frühen Latènezeit sowie des frühen Mittelalters. Verebnetes Grabenwerk vor- und frühgeschichtlicher Zeitstellung. | D-2-7442-0046 |      |
| Niederhausen (Standort) | Siedlung vor- und frühgeschichtlicher Zeitstellung. | D-2-7442-0047 |      |
| Niederhausen (Standort) | Verebnete Grabhügel vorgeschichtlicher Zeitstellung. | D-2-7442-0048 |      |
| Niederhausen (Standort) | Siedlung vor- und frühgeschichtlicher Zeitstellung. | D-2-7442-0081 |      |
| Niederhausen (Standort) | Untertägige Befunde des Mittelalters und der frühen Neuzeit im Bereich der Katholischen Pfarrkirche St. Stephan mit zugehörigem, ummauerten, z. T. aufgelassenen Friedhof in Niederhausen, darunter die Spuren von Vorgängerbauten bzw. älteren Bauphasen. Siehe auch: St. Stephan (Niederhausen) | D-2-7442-0089 |      |
| Niederhausen (Standort) | Untertägige Befunde des Mittelalters und der frühen Neuzeit im Bereich der Katholischen Kirche St. Laurentius in Elsberg, darunter die Spuren von Vorgängerbauten bzw. älteren Bauphasen. Siehe auch: St. Laurentius (Elsberg)                                                                    | D-2-7442-0144 |      |
| Niederhausen (Standort) | Siedlung vor- und frühgeschichtlicher Zeitstellung. | D-2-7442-0171 |      |

### Bodendenkmäler in der Gemarkung Niederreisbach
| Lage                      | Objekt | Akten-Nr.     | Bild |
| ------------------------- | --- | ------------- | ---- |
| Niederreisbach (Standort) | Verebnete Grabhügel vorgeschichtlicher Zeitstellung. | D-2-7441-0042 |      |
| Niederreisbach (Standort) | Siedlung der Linear- und Stichbandkeramik, der Bronzezeit, Urnenfelder- und Hallstattzeit.                                                                            | D-2-7441-0043 |      |
| Niederreisbach (Standort) | Siedlung der Stichbandkeramik und der Gruppe Oberlauterbach. | D-2-7441-0045 |      |
| Niederreisbach (Standort) | Siedlung vorgeschichtlicher Zeitstellung, wohl des Neolithikums. | D-2-7441-0069 |      |
| Niederreisbach (Standort) | Siedlung vor- und frühgeschichtlicher Zeitstellung. | D-2-7441-0109 |      |
| Niederreisbach (Standort) | Siedlung der Stichbandkeramik und der Gruppe Oberlauterbach. | D-2-7441-0150 |      |
| Niederreisbach (Standort) | Siedlung des Neolithikums, unter anderem der Linear- und Stichbandkeramik, der frühen Bronzezeit, der Urnenfelder- und der Latènezeit sowie Grabenwerk der Latènezeit | D-2-7441-0152 |      |

### Bodendenkmäler in der Gemarkung Oberhausen
| Lage                  | Objekt | Akten-Nr.     | Bild |
| --------------------- | --- | ------------- | ---- |
| Oberhausen (Standort) | Verebneter Grabhügel der mittleren Bronzezeit. | D-2-7342-0047 |      |
| Oberhausen (Standort) | Verebnete Grabhügel vorgeschichtlicher Zeitstellung. | D-2-7342-0050 |      |
| Oberhausen (Standort) | Siedlung der Stichbandkeramik. | D-2-7342-0392 |      |
| Oberhausen (Standort) | Siedlung der Altheimer Gruppe. | D-2-7342-0399 |      |
| Oberhausen (Standort) | Verebnete vorgeschichtliche Grabhügel bzw. Siedlung vor- und frühgeschichtlicher Zeitstellung. | D-2-7342-0400 |      |
| Oberhausen (Standort) | Verebnete Grabhügel vorgeschichtlicher Zeitstellung. | D-2-7342-0401 |      |
| Oberhausen (Standort) | Verebnete Grabhügel vorgeschichtlicher Zeitstellung. | D-2-7342-0402 |      |
| Oberhausen (Standort) | Siedlung vor- und frühgeschichtlicher Zeitstellung bzw. verebnete vorgeschichtliche Grabhügel. | D-2-7342-0403 |      |
| Oberhausen (Standort) | Siedlung des Neolithikums und der Bronzezeit bzw. Urnenfelderzeit. | D-2-7441-0046 |      |
| Oberhausen (Standort) | Siedlung der Altheimer Gruppe, der Bronzezeit bzw. Urnenfelderzeit sowie der Hallstattzeit. | D-2-7441-0047 |      |
| Oberhausen (Standort) | Verebnete Grabhügel vorgeschichtlicher Zeitstellung. | D-2-7441-0056 |      |
| Oberhausen (Standort) | Turmhügel des Mittelalters. Siehe auch: Turmhügel Oberhausen | D-2-7441-0057 |      |
| Oberhausen (Standort) | Siedlung der Altheimer Gruppe und der späten Latènezeit. | D-2-7441-0058 |      |
| Oberhausen (Standort) | Siedlung vor- und frühgeschichtlicher Zeitstellung. | D-2-7441-0059 |      |
| Oberhausen (Standort) | Siedlung der Linear- und Stichbandkeramik, der Gruppe Oberlauterbach, der Altheimer Gruppe, der Bronzezeit bzw. Urnenfelderzeit und der Hallstattzeit. Verebnetes Grabenwerk vor- und frühgeschichtlicher Zeitstellung. | D-2-7441-0060 |      |
| Oberhausen (Standort) | Verebnete Grabhügel vorgeschichtlicher Zeitstellung, unter anderem der mittleren Bronzezeit, der Hallstatt- und Latènezeit. | D-2-7441-0061 |      |
| Oberhausen (Standort) | Siedlung vor- und frühgeschichtlicher Zeitstellung. | D-2-7441-0062 |      |
| Oberhausen (Standort) | Siedlung des Neolithikums, der Urnenfelder- und Hallstattzeit. | D-2-7441-0068 |      |
| Oberhausen (Standort) | Siedlung der Münchshöfener Gruppe und der Hallstatt- bzw. Latènezeit. | D-2-7441-0110 |      |
| Oberhausen (Standort) | Siedlung metallzeitlicher Zeitstellung, wohl der Hallstattzeit, sowie des frühen Mittelalters. | D-2-7441-0111 |      |
| Oberhausen (Standort) | Siedlung der Bronzezeit. | D-2-7441-0112 |      |
| Oberhausen (Standort) | Verebnete vorgeschichtliche Grabhügel bzw. Siedlung vor- und frühgeschichtlicher Zeitstellung. | D-2-7441-0113 |      |
| Oberhausen (Standort) | Siedlung vor- und frühgeschichtlicher Zeitstellung. Frühneuzeitliche Hofwüstung Schröthmoos. | D-2-7441-0114 |      |
| Oberhausen (Standort) | Siedlung vor- und frühgeschichtlicher Zeitstellung. | D-2-7441-0115 |      |
| Oberhausen (Standort) | Siedlung und verebnete Grabenwerke vor- und frühgeschichtlicher Zeitstellung. | D-2-7441-0116 |      |
| Oberhausen (Standort) | Siedlung vor- und frühgeschichtlicher Zeitstellung. | D-2-7441-0117 |      |
| Oberhausen (Standort) | Siedlung vor- und frühgeschichtlicher Zeitstellung. | D-2-7441-0118 |      |
| Oberhausen (Standort) | Siedlung vor- und frühgeschichtlicher Zeitstellung. | D-2-7441-0119 |      |
| Oberhausen (Standort) | Untertägige Befunde des Mittelalters und der frühen Neuzeit im Bereich der Katholischen Pfarrkirche Mariä Himmelfahrt mit zugehörigem, ummauerten Friedhof und zugehöriger Friedhofskapelle St. Laurentius in Oberhausen, darunter die Spuren von Vorgängerbauten bzw. älteren Bauphasen. Siehe auch: Mariä Himmelfahrt (Oberhausen) | D-2-7441-0133 |      |
| Oberhausen (Standort) | Siedlung der späten Bronzezeit und des frühen Mittelalters. | D-2-7441-0151 |      |
| Oberhausen (Standort) | Siedlung der Bronzezeit. | D-2-7441-0248 |      |
| Oberhausen (Standort) | Verebnetes viereckiges Grabenwerk vor- und frühgeschichtlicher Zeitstellung. | D-2-7441-0249 |      |
| Oberhausen (Standort) | Verebneter Kreisgraben (eines Grabhügels) und Siedlung vor- und frühgeschichtlicher Zeitstellung. | D-2-7442-0001 |      |
| Oberhausen (Standort) | Siedlung vor- und frühgeschichtlicher Zeitstellung. | D-2-7442-0002 |      |
| Oberhausen (Standort) | Siedlung des Mittelneolithikums, wohl der Gruppe Oberlauterbach. | D-2-7442-0003 |      |
| Oberhausen (Standort) | Siedlung vor- und frühgeschichtlicher Zeitstellung. | D-2-7442-0004 |      |
| Oberhausen (Standort) | Siedlung des Neolithikums, unter anderem der Münchshöfener Gruppe, sowie der Hallstatt- und Latènezeit. | D-2-7442-0005 |      |
| Oberhausen (Standort) | Siedlung der Bronzezeit und Hallstattzeit. | D-2-7442-0006 |      |
| Oberhausen (Standort) | Frühmittelalterliche Reihengräber. | D-2-7442-0049 |      |
| Oberhausen (Standort) | Siedlung vor- und frühgeschichtlicher Zeitstellung. | D-2-7442-0050 |      |
| Oberhausen (Standort) | Siedlung vor- und frühgeschichtlicher Zeitstellung. | D-2-7442-0051 |      |
| Oberhausen (Standort) | Siedlung vor- und frühgeschichtlicher Zeitstellung. | D-2-7442-0052 |      |
| Oberhausen (Standort) | Siedlung vor- und frühgeschichtlicher Zeitstellung. | D-2-7442-0133 |      |
| Oberhausen (Standort) | Untertägige Befunde des Mittelalters und der frühen Neuzeit im Bereich der Katholischen Kirche St. Wolfgang in Haingersdorf, darunter die Spuren von Vorgängerbauten bzw. älteren Bauphasen. Siehe auch: St. Wolfgang (Haingersdorf)                                                                                                 | D-2-7442-0139 |      |

### Bodendenkmäler in der Gemarkung Reisbach
| Lage                | Objekt | Akten-Nr.     | Bild |
| ------------------- | --- | ------------- | ---- |
| Reisbach (Standort) | Grabhügel frühgeschichtlicher Zeitstellung. | D-2-7441-0044 |      |
| Reisbach (Standort) | Untertägige Befunde des Mittelalters und der frühen Neuzeit im Bereich der Katholischen Pfarrkirche St. Michael mit zugehörigem, ummauerten, aufgelassenen Friedhof in Reisbach, darunter die Spuren von Vorgängerbauten bzw. älteren Bauphasen. Siehe auch: St. Michael (Reisbach) | D-2-7441-0129 |      |
| Reisbach (Standort) | Untertägige Befunde des Mittelalters und der frühen Neuzeit im Bereich der historischen Marktsiedlung von Reisbach, darunter die Spuren der abgegangenen Marktbefestigung mit zugehörigem, abgegangenen Herrentor.                                                                  | D-2-7441-0234 |      |
| Reisbach (Standort) | Untertägige Befunde des Mittelalters und der frühen Neuzeit im Bereich der Katholischen Wallfahrtskirche St. Salvator in Reisbach, darunter die Spuren von Vorgängerbauten bzw. älteren Bauphasen. Siehe auch: St. Salvator (Reisbach)                                              | D-2-7441-0235 |      |

### Bodendenkmäler in der Gemarkung Reith
| Lage             | Objekt | Akten-Nr.     | Bild |
| ---------------- | --- | ------------- | ---- |
| Reith (Standort) | Siedlung der Münchshöfener Gruppe und der Bronzezeit. | D-2-7441-0030 |      |
| Reith (Standort) | Siedlung des Mittelneolithikums. | D-2-7441-0032 |      |
| Reith (Standort) | Siedlung vor- und frühgeschichtlicher Zeitstellung, unter anderem der Bronzezeit und des frühen Mittelalters. | D-2-7441-0033 |      |
| Reith (Standort) | Siedlung vorgeschichtlicher Zeitstellung. | D-2-7441-0034 |      |
| Reith (Standort) | Siedlung der Linear- und Stichbandkeramik, der Münchshöfener Gruppe und der Bronzezeit. | D-2-7441-0035 |      |
| Reith (Standort) | Siedlung vorgeschichtlicher Zeitstellung, unter anderem der Altheimer Gruppe und der Bronzezeit. | D-2-7441-0036 |      |
| Reith (Standort) | Siedlung der Stichbandkeramik, der Gruppe Oberlauterbach und der Bronzezeit. | D-2-7441-0037 |      |
| Reith (Standort) | Siedlung vorgeschichtlicher Zeitstellung, unter anderem der späten Bronzezeit bzw. älteren Urnenfelderzeit. | D-2-7441-0038 |      |
| Reith (Standort) | Siedlung vor- und frühgeschichtlicher Zeitstellung. | D-2-7441-0120 |      |
| Reith (Standort) | Siedlung vor- und frühgeschichtlicher Zeitstellung. | D-2-7441-0121 |      |
| Reith (Standort) | Siedlung bzw. Bestattungsplatz vor- und frühgeschichtlicher Zeitstellung. | D-2-7441-0122 |      |
| Reith (Standort) | Untertägige Befunde des Mittelalters und der frühen Neuzeit im Bereich der Katholischen Kirche St. Stephan in Reith, darunter die Spuren von Vorgängerbauten bzw. älteren Bauphasen. Siehe auch: St. Stephan (Reith) | D-2-7441-0233 |      |